# Jerry Lynn Ross
Pour les articles homonymes, voir Ross.
Jerry Lynn Ross, né le 20 janvier 1948 à Crown Point dans l'Indiana, est un ingénieur, militaire et astronaute américain. Après des études en ingénierie mécanique il s'engage dans l'US Air Force où il conduit des recherches en tant qu'ingénieur sur les statoréacteurs. Il devient ensuite ingénieur navigant de vol d'essai et travaille notamment sur le bombardier supersonique Rockwell B-1 Lancer. Il est plus tard affecté au Centre spatial Lyndon B. Johnson de la NASA où il est responsable de l'intégration des charges utiles militaires à la navette spatiale américaine. En mai 1980 il est sélectionné en tant que membre du groupe d'astronautes 9. Il reste pendant plus de trente ans à la NASA jusqu'à sa retraite en 2012, et devient le premier astronaute à effectuer 7 missions spatiales, toutes à bord de la navette spatiale américaine. 
Il s'envole le 26 novembre 1985 lors de STS-61-B pour sa première mission pendant laquelle il réalise deux sorties extravéhiculaires (EVA) afin de tester des méthodes d'assemblage de structures, tandis que la navette déploie trois satellites. Après l'accident de Challenger en 1986, il décolle le 2 décembre 1988 à bord d'Atlantis pour la mission STS-27 pour le compte du département de la Défense. Il s'envole pour sa troisième mission lors de STS-37 le 5 avril 1991, la navette déployant l'observatoire à rayon gamma CGRO. Il réalise une sortie spatiale d'urgence pour déployer l'antenne du satellite puis une seconde pour tester des prototypes de matériel d'EVA. Il décolle pour sa quatrième mission le 26 avril 1993 à bord de Columbia lors de la mission de recherche scientifique STS-55 emportant le laboratoire Spacelab. Le 12 novembre 1995 il s'envole lors de STS-74 en direction de Mir, la navette Atlantis ravitaillant la station spatiale russe et installant le module d'amarrage. Il décolle ensuite le 4 décembre 1998 lors de STS-88, la première mission d'assemblage de la station spatiale internationale (ISS), pendant laquelle il accomplit trois EVA complétant l'intégration du module américain Unity avec le module russe Zarya.  Enfin il s'envole pour sa septième et dernière mission le 8 avril 2002 lors de STS-110 au cours de laquelle il réalise deux EVA, assemblant notamment le segment S0 de la poutre de l'ISS livré par la navette.

## Formation
Jerry Lynn Ross nait le 20 janvier 1948 à Crown Point dans l'Indiana. Il est diplômé du lycée de Crown Point en 1966 puis il obtient un baccalauréat universitaire en sciences en ingénierie mécanique de l'université Purdue en 1966. Il poursuit ses études dans ce domaine et obtient une maîtrise universitaire en sciences également de l'Université Purdue en 1972.

## Carrière professionnelle
Il rejoint l'United States Air Force en 1970 via le corps de formation des officiers de l'USAF (en) de l'université Purdue. Après avoir obtenu sa maîtrise universitaire en 1972 il commence son service actif et est affecté à la Division des statoréacteurs du Laboratoire de propulsion aéronautique (en anglais Air Force Aero-Propulsion Laboratory) de la Wright-Patterson Air Force Base dans l'Ohio. Il conduit des études de conception de système de propulsion par statoréacteurs et sert en tant qu'ingénieur de projet pour les tests captifs sur rail d'un missile supersonique à statoréacteur. Il est également chef de projet du développement préliminaire du missile stratégique aéroporté ASALM. De juin 1974 à juillet 1975 il est directeur du laboratoire (Laboratory Executive Officer) et chef du bureau de gestion des opérations (Chief of the Management Operations Office).
En 1976 il est diplômé de l'école des pilotes d'essai de l'United States Air Force en tant que ingénieur navigant de vol d'essai puis est affecté à la 6510e escadre de test à la Edwards Air Force Base en Californie. En tant que membre de la direction des essais en vol de l'escadre, il est ingénieur de projet de l'évaluation des qualités de vols de l'avion de reconnaissance Boeing RC-135S. Il devient également ingénieur principal des essais des qualités de vol du bombardier supersonique Rockwell B-1 Lancer, et est alors responsable des essais de stabilité, de contrôle, et des systèmes de commande de vol de l'avion. En tant qu'ingénieur navigant en chef du B-1, il est responsable de la formation et de la supervision de tous les ingénieurs navigants volant sur cet appareil au sein de l'US Air Force. Jeff Ross possède également une licence de pilote privé et a volé sur 21 aéronefs différents pour un total de 4 100 heures de vol. Il prend sa retraite de l'US Air Force le 31 mars 2000.
En février 1979 il est affecté par l'US Air Force à la Division des opérations sur les charges utiles (Payload Operations Division) au Centre spatial Lyndon B. Johnson de la NASA à Houston au Texas, en tant qu'officier de charge utile et contrôleur de vol. À ce poste il est responsable de l'intégration des charges utiles militaires à la navette spatiale américaine, alors en développement.

## Astronaute
Il est sélectionné en mai 1980 en tant qu'un des 19 membres du groupe d'astronautes 9 de la NASA (dont 2 astronautes internationaux). Pendant ses plus de 30 ans de carrière au sein de l'agence spatiale il occupera divers postes dont : membre de l'équipe de poursuite lors d'atterrissage de la navette spatiale, membre d'équipage de soutien pour les missions STS-41-B, STS-41-C et STS-51-A, ainsi que CAPCOM durant les missions STS-41-B, STS-41-C, STS-41-D, STS-51-A et STS-51-D. Il sera également chef de la Branche de soutien de mission (Chief of the Mission Support Branch), membre du conseil de sélection pour le groupe d'astronautes 13, chef adjoint du Bureau des astronautes de la NASA, Chef de la Branche EVA et robotique du bureau des astronautes, chef du Bureau des astronautes pour le soutien aux opérations du Centre spatial Kennedy en Floride (Astronaut Office Branch Chief for Kennedy Space Center Operations Support). De 2004 à 2007 il est astronaute en chef du Centre d'ingénierie et de sécurité de la NASA (NASA Engineering and Safety Center ou NESC), et de 2003 à 2011 chef du Bureau d'essai d'intégration des véhicules (Chief of the Vehicle Integration Test Office) au Lyndon B. Johnson Space Center. Il prend sa retraite de la NASA le jour de son anniversaire le 20 janvier 2012.

### STS-61-B

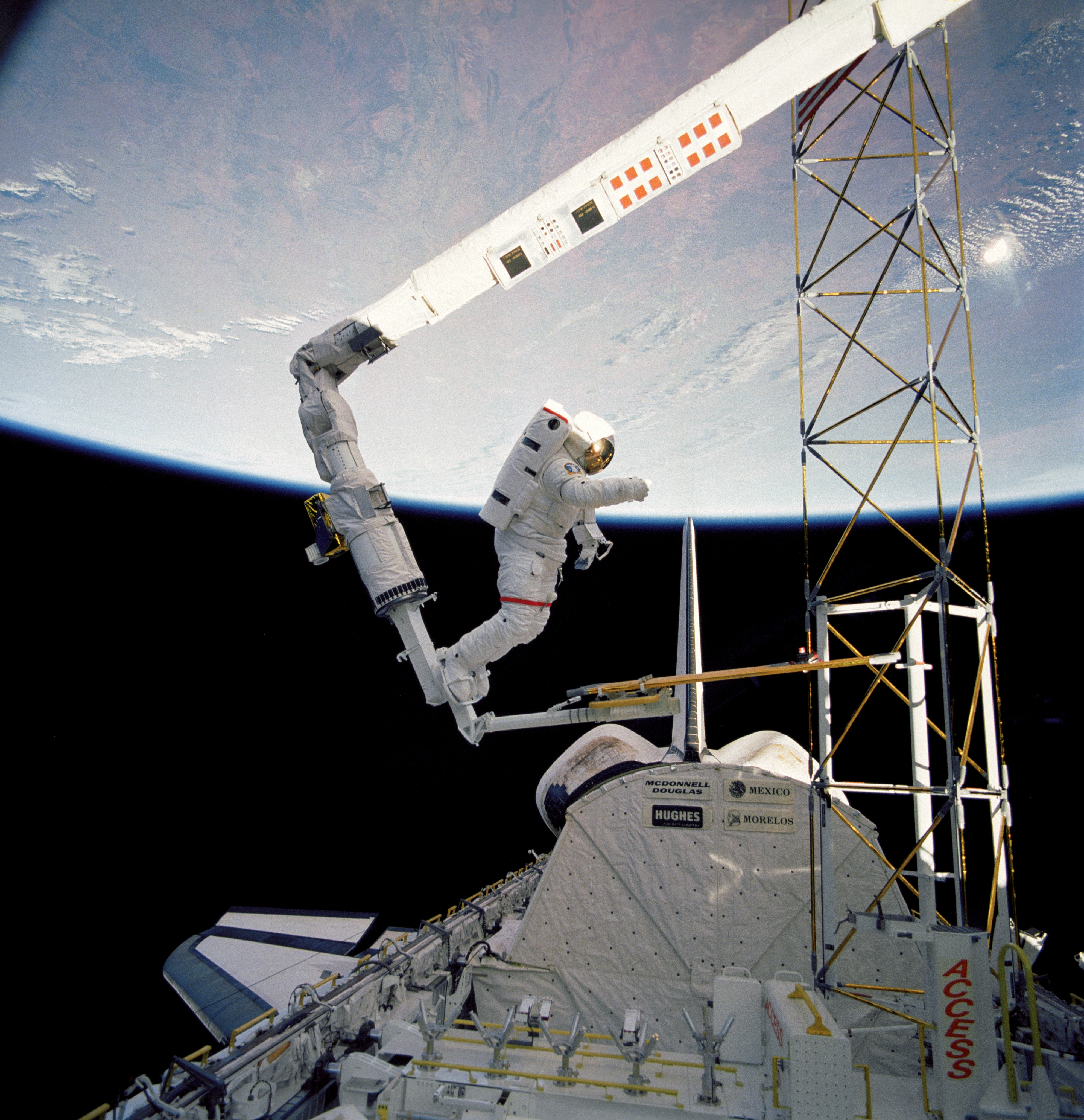
Jerry Lynn Ross au bout du Canadarm durant la mission STS-61-B.

Il s'envole le 26 novembre 1985 pour son premier vol spatial à bord de la navette Atlantis depuis le centre spatial Kennedy en Floride pour la mission STS-61-B. L'objectif principal de la mission est le déploiement de trois satellites de télécommunications : MORELOS-B, AUSSAT II et SATCOM Ku-2. Il effectue également deux sorties extravéhiculaires avec l'astronaute Sherwood C. Spring afin de tester des techniques d'assemblages pour une future station spatiale grâce à l'expérience EASE/ACCESS (en). La première a lieu le 29 novembre et dure 5 heures et 32 minutes pendant laquelle ils n'utilisent pas le Canadarm, puis la seconde a lieu le 1er décembre et dure 6 heures et 41 minutes cette fois-ci à l'aide du bras robotique. La navette se pose le 3 décembre sur la piste 22 de la Edwards Air Force Base en Californie après 6 jours, 21 heures et 4 minutes de mission.

### STS-27
Il s'envole pour sa deuxième mission le 2 décembre 1988 à bord de la navette Atlantis depuis le centre spatial Kennedy en Floride lors de la mission STS-27. L'orbiteur emportait une charge utile pour le compte du département de la Défense des États-Unis ainsi que plusieurs charges utiles secondaires. La navette atterrit le 6 décembre sur la piste 17 de la Edwards Air Force Base en Californie après 4 jours, 9 heures et 6 minutes de mission.

### STS-37

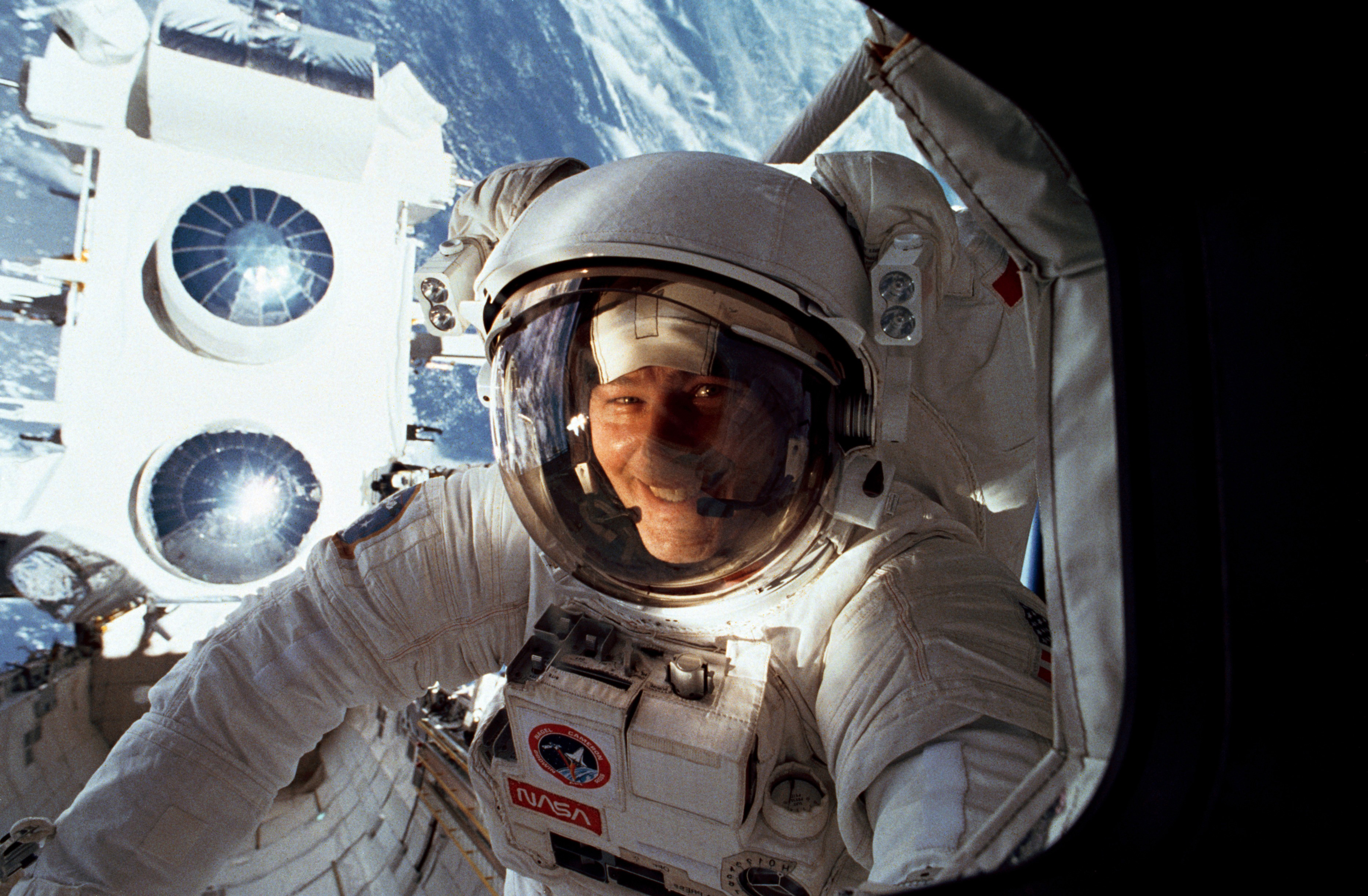
Jerry Lynn Ross durant la première EVA de STS-37. On aperçoit derrière lui l'observatoire CGRO.

Il s'envole pour sa troisième mission le 5 avril 1991 à bord de la navette Atlantis depuis le centre spatial Kennedy en Floride lors de la mission STS-37. L'orbiteur emportait dans sa soute le Compton Gamma-Ray Observatory ou CGRO, à l'époque la charge utile civile la plus lourde lancée par la navette avec une masse de 17 tonnes. CGRO est un observatoire spatial à rayon gamma, le deuxième des quatre Grands Observatoires de la NASA. Au cours de la mission Jerry Lynn Ross réalise deux sorties extravéhiculaires avec l'astronaute Jerome Apt. La première a lieu le 7 avril et dure 4 heures et 26 minutes, afin de libérer l'antenne grand gain de CGRO qui refuse de se déployer. La seconde est effectuée le lendemain et dure 5 heures et 46 minutes, les astronautes testant des prototypes censés faciliter les déplacements lors des sorties extravéhiculaires sur une future station spatiale. La navette se pose le 11 avril sur la piste 33 de la Edwards Air Force Base en Californie après 5 jours, 23 heures et 32 minutes de mission.

### STS-55

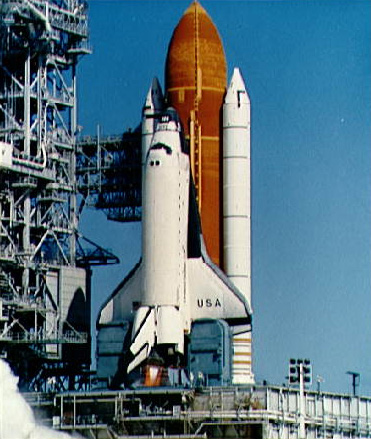
La première tentative de lancement de STS-55 le 22 mars est abruptement avortée à T-3 secondes lorsque l'un des moteurs échoue à s'allumer. Les trois moteurs seront remplacés.

Il s'envole pour sa quatrième mission le 26 avril 1993 à bord de la navette Columbia depuis le centre spatial Kennedy en Floride lors de la mission STS-55, aussi appelé Spacelab D-2 (Deutschland 2) car sponsorisée par l'Allemagne. Grâce au module Spacelab installé dans la soute de l'orbiteur, près de 90 expériences sont réalisées au cours du vol dans des domaines variés : biologie, science des matériaux, physique, robotique, astronomie ou encore observation de la Terre et de son atmosphère. La navette atterrit le 6 mai sur la piste 22 de la Edwards Air Force Base en Californie après 9 jours, 23 heures et 45 minutes de mission.

### STS-74
Il s'envole pour sa cinquième mission le 12 novembre 1995 à bord de la navette Atlantis depuis le centre spatial Kennedy en Floride lors de la mission STS-74. Il s'agit de la deuxième mission de navette spatiale à s'amarrer à la station spatiale russe Mir, à laquelle elle ajoute le module d'amarrage. Les astronautes réalisent plusieurs expériences secondaires au cours de leur séjour et transfèrent environ 1 360 kilogrammes de provisions et d'équipement scientifique entre Atlantis et la station. La navette se pose le 20 novembre sur la Shuttle Landing Facility au centre spatial Kennedy en Floride après 8 jours, 4 heures et 30 minutes de mission.

### STS-88

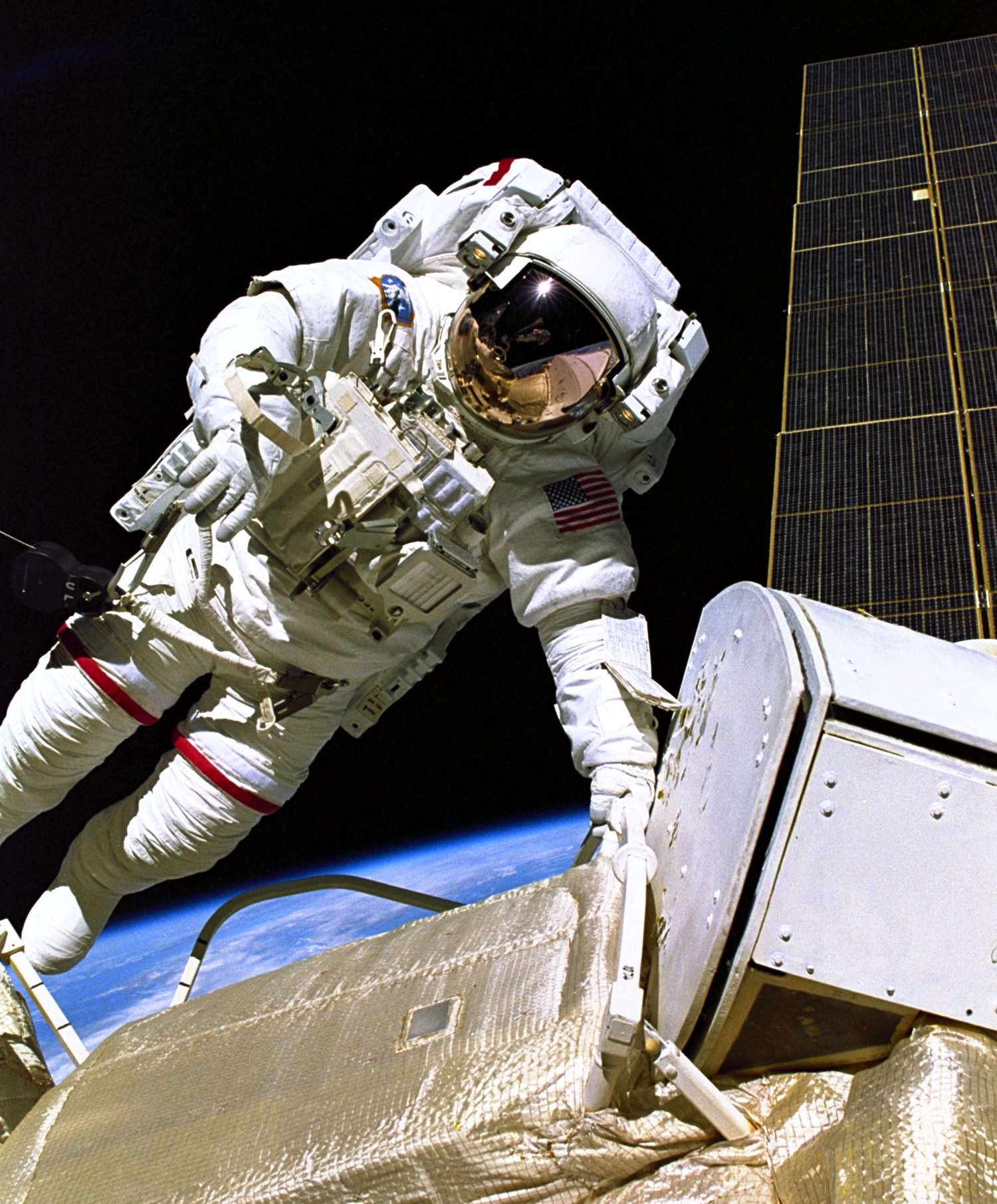
Jerry Lynn Ross sur le flanc de Zarya durant la mission STS-88.

Il s'envole pour sa sixième mission le 4 décembre 1998 à bord de la navette Endeavour depuis le centre spatial Kennedy en Floride lors de la mission STS-88. C'est la première mission habitée à destination de la station spatiale internationale (ISS) ainsi que la première mission d'assemblage de la station. La navette emporte le module américain Unity qui est amarré au module russe Zarya, formant l'embryon de l'ISS. Jerry Lynn Ross réalise trois sorties extravéhiculaires avec l'astronaute James H. Newman afin de connecter des ombilicaux, attacher des outils et de l'équipements sur les deux modules. Elles durent respectivement 7 heures et 21 minutes, 7 heures et 2 minutes, et enfin 6 heures et 59 minutes. Lors de la dernière sorties les astronautes testent également le Simplified Aid for EVA Rescue ou SAFER, un petit système propulsif d'urgence devant servir au cas où un astronaute partirait à la dérive. La navette atterrit le 15 décembre après 11 jours, 19 heures et 18 minutes de mission.

### STS-110
Il s'envole pour sa septième et dernière mission le 8 avril 2002 à bord de la navette Atlantis depuis le centre spatial Kennedy en Floride lors de la mission STS-110. Il s'agit de la treizième mission de navette à destination de la station spatiale internationale, ainsi que de la première au cours de laquelle le bras robotique Canadarm 2 de la station est utilisé pour déplacer des astronautes pendant les sorties extravéhiculaires (EVA). C'est également la première fois pour une mission de navette où toutes les EVA sont conduites depuis le module sas américain Quest. Atlantis emporte dans sa soute l'élément S0 de la poutre de la station spatiale internationale, qui est assemblée avec le reste de la station. Au cours de la mission Jerry Lynn Ross accomplit deux EVA avec l'astronaute Lee Morin. La première dure 7 heures et 30 minutes au cours de laquelle ils installent deux grands trépieds liant l'élément S0 de la poutre au module américain Destiny. La deuxième dure 6 heures et 37 minutes pendant laquelle ils préparent l'élément S0 de la poutre à l'arrivée des futurs segments, et installent des équipements, des lampes ainsi qu'une échelle à l'extérieur de la station. La navette se pose le 19 avril après 10 jours, 19 heures et 42 minutes de mission.

## Vie privée
Il épouse Karen S. Pearson originaire de Sheridan dans l'Indiana le 25 janvier 1970. Ils ont une fille, Amy Jo, née le 30 mars 1971 et un fils, Scott, né le 27 avril 1972. Il apprécie voyager, la généalogie, la photographie, la menuiserie, la fabrication de vitraux et le modélisme de fusée.

## Distinctions
Il reçut plusieurs prix au cours de sa carrière dont :
- 2 Defense Superior Service Medals
- Air Force Legion of Merit
- 4 Defense Meritorious Service Medal
- 2 Air Force Meritorious Service Medal
- National Intelligence Medal of Achievement
- Distinguished Graduate de la United State Air Force Test Pilot School
- Outstanding Flight Test Engineer Award, Class 75B
- 15 médailles de la NASA
- 3 Victor A. Prather Award for spacewalking achievements de l'American Astronautical Society (1985, 1990, 1999)
- 4 Flight Achievement Award de l'American Astronautical Society (1992, 1996, 1999, 2002)
- Honorary Doctor of Science degree de l'Université Purdue (2000)
- Distinguished Engineering Alumnus Award de l'Université Purdue (2004)
- United States Astronaut Hall of Fame (mai 2014)

Sa ville natale de Crown Point renomme un parc et une école primaire en son honneur : la Jerry Ross Elementary School et le Jerry Ross Park. Un monument lui étant dédié est également en projet.

## Publications
- (en) Spacewalker : my journey in space and faith as NASA's record-setting frequent flyer, Purdue University Press, 31 janvier 2013, 274 p. (ISBN 1-61249-232-0, 978-1-61249-232-2 et 978-1-61249-306-0, OCLC 834604156, lire en ligne)
- (en) Becoming a spacewalker : my journey to the stars, Purdue University Press, 15 septembre 2014, 40 p. (ISBN 978-1-61249-359-6 et 1-61249-359-9, OCLC 904438656, lire en ligne)
- (en) The diaries of Harriet "Hattie" Dillabaugh, 1889-1940 : Miner's Delight, Wyoming Territory ; Oregon Trail ; Chehalis and Olympia, Washington Territory ; Baker City, Oregon ; Vancouver, Washington ; Portland, Oregon, CreateSpace Independent Publishing Platform, 26 mars 2015, 622 p. (ISBN 978-1-5086-7895-3 et 1-5086-7895-2, OCLC 911419732, lire en ligne)